# The Best in the World Pack
The Best in the World Pack é o terceiro extended play do rapper canadense Drake. Foi lançado em 15 de junho de 2019 pelas editoras discográficas Frozen Moments, Republic Records e OVO Sound. O EP é composto pelas musicas de trabalho "Omertà" e "Money in the Grave", a ultima tendo participação especial do rapper estadunidense Rick Ross. The Best in the World Pack marca o primeiro projeto lançado por Drake apos a sua saída das editoras discográficas Cash Money e Young Money.

## Lista de faixas
| The Best in the World Pack |                                                               |                                                                             |                                  |         |  |
| N.º                        | Título                                                        | Compositor(es)                                                              | Produtor (es)                    | Duração |  |
| 1.                         | "Omertà"                                                      | Aubrey Graham Ozan Yildirim Eyobed Getachew Dominik Patrzek Matthew Samuels | OZ EY Deats [a]                  | 3:40    |  |
| 2.                         | "Money in the Grave" (com participação especial de Rick Ross) | Graham William Roberts Ljay Currie Cydney Dade Anton Joergensen             | Cydney Christine Currie Asoteric | 3:25    |  |
| Duração total:             | Duração total:                                                | Duração total:                                                              | Duração total:                   | 7:05    |  |

Notas
- ↑[a]  significa a co-produtor